# Wä IF
Wä IF är en idrottsförening i Vä i Kristianstad i Skåne. Föreningen grundades 1935 och har bland annat varit framgångsrikt inom damfotboll.

## Historik och verksamhet
Damlaget i fotboll spelade i Damallsvenskan åren 1990–1994 och därefter i Division 1 Södra, innan man kom tillbaka till Damallsvenskan 1998. Inför 1999 års säsong slogs damseniorlaget samman med damseniorlaget i Kristianstads FF och bildade Kristianstad/Wä DFF (numera Kristianstads DFF). Klubben har sedermera bildat ett nytt damlag.
Herrlaget i fotboll spelar 2021 i Division 5 Nordöstra Skåne och damlaget spelar i Division 3 Nordöstra Skåne.
Wä IF har en bred ungdomsverksamhet med både pojk- och flicklag i många åldersgrupper.
Klubbens hemmaplan är Wä IP.

## Resultat

### Placeringar i Damallsvenskan
- 1990 – 9:a[4]
- 1991 – 9:a[5]
- 1992 – 7:a[6]
- 1993 – 10:a[7]
- 1994 – 11:a (nedflyttade)[8]
- 1998 – 9:a[9]

Se vidare Kristianstads DFF

## Kända spelare
- Malin Andersson (1988–?)[10]
- Therese Sjögran (1997–1998)[11]